# Li Hong (Jin Orientaux)
Li Hong (李弘), originaire de Guanghan (廣漢), est un chef religieux chinois qui prit en 370 avec Li Jinyin (李金銀), originaire de Yizhou (益州), la tête d’une révolte contre les Jin orientaux. Il prétendait être le fils de Li Shi (李勢), dernier souverain des Cheng Han, et se nommait ainsi que Li Jinyin "roi saint" (sheng wang 聖王). Leur mouvement fut défait par Zhou Xiao (周虓), préfet de Zitong. 
Il est assimilé dans le taoïsme à une figure messianique qui, selon certains courants, apparaîtra à la fin du cycle historique pour sauver ceux qui auront adopté les pratiques, vertus et talismans de ces courants. Il est ainsi mentionné comme le souverain idéal qui remettra la terre et le ciel en ordre dans le texte apocalyptique Livre des incantations divines des grottes abyssales (Taishang dongyuan shenzhou jing  太上洞淵神咒經) . Il est parfois considéré comme un avatar de Laozi  et de nombreuses révoltes à composantes religieuses firent appel à lui, particulièrement entre le Ve siècle et la dynastie Song .